# Île Keaoi
L'île Keaoi, en anglais Keaoi Island, est une petite île inhabitée des États-Unis faisant partie de l'archipel d'Hawaï et située à proximité immédiate des côtes méridionales de l'île de Hawaï.

## Géographie
L'île Keaoi est baignée par l'océan Pacifique et située à quelques mètres des côtes méridionales de l'île de Hawaï, en face d'un lieu nommé Halape. Elle est dominée par le Puueo Pali, un escarpement formant une falaise maritime. Administrativement, elle fait partie du district de Kaʻū du comté de Hawaï, dans l'État du même nom.
L'île, de forme grossièrement triangulaire et composée de lave, culmine à 6,7 mètres d'altitude, mesure une cinquantaine de mètres de diamètre pour une superficie d'un hectare. Battue par les vagues et arrosée par les embruns, elle est dépourvue de toute végétation et de forme de vie, y compris en ce qui concerne les oiseaux. Son écosystème est néanmoins protégé en formant un sanctuaire aviaire d'État.

## Histoire
En 1975, un séisme de magnitude 7,2 provoque l'affaissement de la côte et de l'île Keaoi d'environ trois mètres. Perdant de l'altitude et soumis plus intensément à l'action de la houle, ce rocher a perdu sa végétation, son sol et les animaux ont dû l'abandonner. Ainsi la colonie d'une centaine de nids de pétrels de Bulwer n'existe plus et les spécimens végétaux incluant quatre espèces endémiques de Hawaï ont dépéri sous les embruns. Cet inventaire effectué en 1945 avait aussi mis en évidence l'absence d'insectes et de buissons sur l'île. L'île n'offrant aucun intérêt économique et étant protégée, elle est dépourvue de toute activité humaine.